# Lorena Ermocida
Lorena Ermocida är en berömd tangodansare. Hon började dansa tango 1989. Från 1997 till 2008 dansade hon tillsammans med Osvaldo Zotto. Tillsammans har de medverkat i flera av de största tangoshowerna som turnerar världen runt, samt uppträtt tillsammans med exempelvis Hollywood Bowl Orchestra och sångaren Julio Iglesias.